# 南華文芸・北新書局事件
南華文芸・北新書局事件（なんかぶんげい・ほくしんしょきょくじけん）は、1932年に中華民国でイスラームを侮辱する書籍が出版されたことに対して発生したムスリム（回民）による抗議運動。1930年代に頻発した「侮教事件」のなかでも規模が大きく、代表的な事件である。
中国のムスリムの間では「華南護教案」とも呼称される。

## 背景

### 中国におけるムスリムの歴史
7世紀中頃以降、西アジアや中央アジアから中国に移り住んだムスリムは「漢化」を進めながらもイスラームに基づくエスニシティを保ち続けていた。元代以降、ムスリムと漢民族の間には数百年間にわたって政治や経済、文化の各領域において緊張関係が存在した。清代には乾隆帝によって「回民専条」という法律が制定され、ムスリムには漢人よりも一等重い刑が処されることとなった。雲南や甘粛、陝西など各地でムスリムによる反乱が発生したことでムスリムには「叛」や「匿」といった負のレッテルが貼られ、近代になるとともに盛んになった活字出版によって反乱の当事者ではないムスリムに負のイメージが広がり、ムスリムへの差別が深刻になった。辛亥革命によって中華民国が建国されると「漢・満・蒙・回・蔵」による五族共和が掲げられ、「回民専条」も撤廃されたことでムスリムは法的には平等な地位を得たが、政府は積極的な政策を取らなかったため社会的な差別はなくならなかった。

### 豚肉忌避への誤解と偏見
イスラームにおいては豚や酒などはハラーム（禁忌）とされているが、宗教的な食に対するタブーがない漢民族にとってこれは理解しがたいものだった。海野 (2016)によると、「ムスリムが豚肉を食べないのは豚を祖先としてあがめているからである」という俗説は12世紀頃の南宋の時代から流布していたほか、非ムスリムがムスリムを罵倒する際には「猪種」（豚の子孫）という言葉が歴史的に用いられていたと言われており、非ムスリムの間でのイスラームにおける豚肉忌避への誤解と偏見は根深かった。
1931年7月には『新亜細亜』という雑誌にムハンマドとイスラームを揶揄する内容の記事が掲載され、これにムスリムが訂正と謝罪を要求する最初の侮教事件が起こった。

## 南華文芸事件

### 事件の発端
『南華文芸』は上海の嚶嚶書屋という出版社から出版されていた総合文芸誌である。国民政府の鉄道部次長である曽仲鳴が名目上の編集長だったほか、行政院長だった汪兆銘が題字を記していた。そのため安藤 (1996)は、嚶嚶書屋が中国国民党の汪兆銘派と関係があったと推測している。
1932年の7月または9月に発行された『南華文芸』の第1巻第14期の59ページから64ページにかけて、杭州の婁子匡という人物が記した「ムスリムはなぜ豚肉を食べないか」（「回教徒怎麼不吃豬底肉」）というエッセイが掲載された。このエッセイの中で彼は「小猪八戒」という児童向けの文章を引用する形で、漢民族の間で流布していたムスリムを蔑視する内容の説話を2つ紹介した。このエッセイ自体はムスリムを蔑視するものではなく、説話を紹介することでそれらに表れた漢人とムスリムの対立を憂慮するものであった。しかし、「ムスリムの祖先が豚の精であるためムスリムは今に至っても豚肉を食べない」「ムスリムが牛や羊を殺すのは先祖の仇であるからだ」と記された説話を掲載したことがムスリムの怒りを買うこととなった。

### 上海のムスリムの対応
まず上海のムスリムがこの文章を発見した。上海のムスリム社会は9月22日に「全体回教徒大会」または「全市回民代表大会」を開いて対応を協議した。大会では激烈な手段をもってこれに対抗しようとする者がいたが、結果的には事を荒立てない方向にすることが決まった。
9月23日にムスリムの代表が嚶嚶書屋に交渉に赴き、以下の4項目を要求した。
1. ムスリムに対して正式に謝罪すること。
2. 全体回教徒大会が提出する論文を『南華文芸』に掲載すること。
3. 以後このような文章を発表しないことを保証すること。
4. 既刊を送り返させ、清真寺で全体回教徒大会の手によって焼却すること。

嚶嚶書屋は陳謝し、ムスリム側の提案を受け入れた。また、問題となったエッセイの筆者である婁子匡は9月26日に正式に謝罪し、9月28日には『新聞報』などの日刊新聞に謝罪文が掲載された。売れ残っていた数百冊の『南華文芸』第14期が全体回教徒大会によって焼却された。また、『南華文芸』側は第15期において陳謝文とムスリム側の論文の掲載を約束した。ムスリム側もこれに満足の意を示した。

### 北平のムスリムの対応

#### 華北回民護教団の結成
北平のムスリム社会においては、華北各地から北平へ出てきていた「華北旅平教胞」と呼ばれるムスリムがまず抗議の声を上げた。これはまもなく北平じゅうのムスリムに広がり、10月6日には牛街清真寺において対応をめぐって参加者500人にのぼる討論会が開かれた。この討論会には中国回教倶進会や北京回民公会をはじめ北平のムスリム社会のあらゆる団体や、学校、出版機関が参加した。
討論会においては馬鄰翼が議長を務めた。討論会では上海における解決策が詳細に説明され、全会一致でこれが否認された。討論の結果、「華北回民護教団」と名付けられたムスリム団体の設立が決議された。華北回民護教団の本部は牛街清真寺に置かれ、馬鄰翼をはじめとする15人の常務委員や各省市や清真寺、団体、学校の代表が運営に当たることになった。また、このほか以下のような対応が決定された。これらの対応は以降の国民政府との交渉の際の基本方針となった。
1. 『南華文芸』の編集長であり国民政府の鉄道部次長である曽仲鳴を罷免し「民族の間を割き、民国を危機に陥れた」罪で法院に送るよう国民政府に請願を行う。
2. 首都警察庁および上海市政府に対して『南華文芸』の停刊を命じるよう、中央に求める。
3. 浙江省政府に対して筆者である婁子匡の逮捕と法院への送致を命じるよう、中央に求める。
4. 全国各省のムスリム団体に通知し、一致して要求を行う。

護教団が結成されるとすぐに国民政府に対する上申書が起草され、南京に送られた。また、各地の主要な清真寺やムスリム団体など「全国回教教胞」に宛てて電文が送られた。この内容は事件の説明や護教団結成の経緯などであったが、末尾には「一致して糾弾し、共に抗議を行い、以て正義を開陳して、この大きな屈辱を晴らすとともに、目的を達さないうちは決して手を緩めないことを誓いましょう。」という呼びかけが記されていた。10月16日には護教団の後ろ盾として一般民衆により「華北回民護教団北平後援会」が設立された。
10月7日に護教団の第2回代表大会が、17日には第3回大会が開かれた。第2回大会の詳細は分かっていないものの、第3回大会では、護教団の組織大綱が定められた。組織大綱においては各団体から1人ずつ選ばれた代表から成る代表大会が運営し、これが指名する執行委員会と、執行委員会が指名する常務委員会が実務に当たること、経費は各会員が負担すること、この事件が解決され次第護教団を解散することが定められた。
10月8日には護教団は中山公園に20紙にわたる北平の新聞社の記者を招き、護教団の成立の経緯や目的、主旨を公表した。
こうしたアピールと並行して護教団は北平で販売されていた『南華文芸』の差し押さえを行った。この結果、『南華文芸』の総代理店で73部を発見したほか、各書店で33部を差し押さえた。

#### 臨時請願団の結成と派遣
護教団は国民政府の対応を待っていたが、上申書の提出から2週間がたっても政府は何の反応も示さなかったため、護教団は「臨時請願団」の派遣を決めた。3人から成る臨時請願団は10月24日に北平駅から南京へ向けて出発した。その際には2,000人に渡る各清真寺や団体の構成員からの激励が行われた。臨時請願団は途中の天津や済南で現地のムスリムの歓迎を受けながら10月27日に南京に到着した。しかしこのとき上海ではすでに北新書局事件が起きていた。

## 北新書局事件

### 事件の発端
上海の出版社である北新書局は「民間故事小叢書」というシリーズを出版していた。そのなかに林蘭という人物が編集し、朱善楊という人物が記した説話集である『小猪八戒』があった。この説話集のうち表題作である「小猪八戒」が南華文芸事件で問題となった説話と同じものだった。10月20日にこれを発見した1人の上海のムスリムはこの説話集を持って北新書局に赴いて質問を行ったが、北新書局側は非常に強硬な態度を取り、このムスリムは突き返された。

### ムスリム側の反応
この報告を受けた上海のムスリム社会は22日に対処に向けた討論会を開催し、弁護士を招聘して法的な手続きを以て解決することとした。しかし10月26日、30人ほどのムスリムが『小猪八戒』を購入するために北新書局を訪れた。その際に店員との言い争いが発生し、これを発端として店中の書棚やガラス、家具が叩き壊される騒動となり、北新書局は一時休業に追い込まれた。
これを受けて上海のムスリム社会は、宗教指導者の主導により過激な行動を抑制させた。北新書局側も弁護士に委任して調停交渉が行われたが、なんの結果ももたらさなかった。10月30日にはムスリム社会は上海の記者を招待して説明を行った。上海のムスリム社会は市内の各清真寺による代表大会を招集して北新書局の処罰と全国の出版社への通令の発布を要求することで一致し、10月31日に達浦生を代表とする4人の代表団を南京に派遣した。

## 国民政府への請願

### 南北代表の合同
一足早く10月27日に南京に到着していた北平の臨時請願団は30日まで現地のムスリムや新聞社との連絡を取って準備活動を行い、31日から行政院に対して請願を開始した。11月1日からは南北代表が連合するかたちで上海の代表団が同席した。
北平の臨時請願団は護教団で決議された「曽仲鳴の罷免と起訴」「『南華文芸』の停刊」「婁子匡の逮捕と起訴」の3つの要求を提示した。これに対し行政院はそれぞれ以下のように回答した。
1. 曽仲鳴は悪意があったわけではなく、また、編集長とは名義上のものである。すでに行政院に反省文を提出しているので責任は問わない。
2. 『南華文芸』は自発的に停刊させる。
3. 婁子匡の逮捕・起訴は全面的に受け入れる。

また、上海の代表団が提示した「北新書局の処罰」「全国の出版社への通令」の2つの要求に対しては、後者は受け入れ、「全国に通令を出してこのような文章を禁ずる」とした。なお、この通例は北平の臨時請願団によって起草されて行政院に提出された。
行政院の回答を受け、北平の臨時請願団は護教団に指示を求めた。護教団からの返事は強硬なもので、婁子匡の逮捕・起訴のただちの実行、『南華文芸』への停刊命令、曽仲鳴の罷免・処罰を求めた。臨時請願団はこの要求を提示し、南京のムスリムとの大規模な請願行動の準備を始めた。行政院は護教団に直接打電して行政院の誠意を示すとともに曽仲鳴の免責について理解を求めたが、護教団はあくまで曽仲鳴の処分を求めた。
交渉が行われていた11月7日から18日にかけて、臨時請願団は南京や上海、杭州を回って現地の清真寺を訪問したり、ムスリム団体と議論を行うなどの交流を行った。

### 決着
交渉は平行線をたどっていたが、11月7日、国民政府の中央執行委員会は非公式会合を開催し、以下の事柄が決定された。これについて安藤 (1996)は、国民党・政府としては最大限の配慮と譲歩を見せたとしている。
1. ムスリムを重んじ、宗教を擁護する旨の通令を出す。
2. 『南華文芸』を停刊させ、筆者を処罰する。
3. 北新書局を閉鎖し、責任者を処罰する。
4. 『南華文芸』、北新書局の人間が記者を招待することを禁ずる。
5. イスラームへの誤解を与える教科書の内容は修正を命じる[注釈 10]。
6. 曽仲鳴に関してはムスリム側の譲歩を求めるが、その代わりに行政院が彼に対して訓令を下し、主要都市の新聞に丁重な陳謝文を掲載させる。

ムスリム側はこれを受諾し、北平の臨時請願団は実行が確認されしだい北平に帰ることとなった。
11月8日には行政院はムスリム・宗教を保護する旨の命令を発布した。また、9日には南京・上海の市政府に対して『南華文芸』の停刊と北新書局の差し押さえの命令が出され、ただちに施行された。また、曽仲鳴は各新聞に陳謝記事を発表し、ムスリムに不快感を与えたことを詫びた。婁子匡の処罰は文書伝達の不手際より22日にまで持ち越されたが、曽仲鳴の処分を除けばムスリム側の要求は全面的に認められ、これらの2つの事件は解決した。裁判の結果、婁子匡には1年6ヶ月の懲役の判決が下された。
11月24日に北平に帰還した臨時請願団は5,000人から6,000人の群衆に迎えられ、100台余りの自動車を連ねて護教団の本部が置かれた牛街清真寺に向かい、群衆に交渉の経過を報告して役割を終えた。

## 以後
この事件以降、イスラームに関する言論には注意が加えられるようになった。また、事件以前に出版されていた書籍に含まれていたイスラームを侮辱する内容も糾弾されるようになった。これらには誤解も含まれていたが、すみやかに解決された。1933年には北平の新聞である『世界日報』と『公民報』がウイグル人のイスラームに基づく習慣を侮辱する内容を掲載した。ムスリムはこれらの新聞を発行した新聞社に打ち壊しをしかけて警察と対立したが、取り調べを受けたムスリムは、ムスリムの警察官の斡旋によって釈放されたという。その後この2紙はともに停刊を命じられた。
中華人民共和国成立後も、1989年には上海文芸出版社が出版した書籍に食生活や習慣にまつわるイスラームへの侮蔑的な内容が含まれていたことを理由にムスリムによる抗議運動が起こった。その後、政府は該当書を発禁としたほか在庫の一部を焼き捨てて出版社を閉鎖させた。また、抗議活動のなかで一部のムスリムにより行われた破壊行動に対しても寛大な処置が取られた。